# Hasançavuş, Arpaçay
Hasançavuş là một xã thuộc huyện Arpaçay, tỉnh Kars, Thổ Nhĩ Kỳ. Dân số thời điểm năm 2010 là 54 người.